# Drugi rząd Victora Ponty
Drugi rząd Victora Ponty – rząd Rumunii funkcjonujący od 21 grudnia 2012 do 5 marca 2014.
Gabinet powstał po wyborach parlamentarnych w 2012, które zdecydowanie wygrała Unia Socjalno-Liberalna tworzona przez cztery ugrupowania: Partię Socjaldemokratyczną (PSD), Partię Narodowo-Liberalną (PNL), Narodowy Związek na rzecz Rozwoju Rumunii (UNPR) i Partię Konserwatywną (PC). Gabinet zastąpił pierwszy rząd lidera socjaldemokratów. 21 grudnia gabinet uzyskał wotum zaufania w parlamencie – za zagłosowało 402 deputowanych i senatorów, przeciw było 102 parlamentarzystów. Tego samego dnia członkowie gabinetu zostali zaprzysiężeni przez prezydenta, rozpoczynając urzędowanie. Rząd funkcjonował przez kilkanaście miesięcy. W lutym 2014 doszło do kryzysu, na skutek którego liberałowie z PNL wystąpili z koalicji, a ministrowie z tej partii podali się do dymisji. Po zawiązaniu nowej koalicji na początku marca gabinet został zastąpiony przez trzeci rząd Victora Ponty.

## Skład rządu
- Premier: Victor Ponta (PSD)[4]
- Wicepremier, minister rozwoju regionalnego i administracji publicznej: Liviu Dragnea (PSD)
- Wicepremier, minister finansów publicznych: Daniel Chițoiu (PNL, do lutego 2014)
- Wicepremier: Gabriel Oprea (UNPR)
- Minister rolnictwa i rozwoju wsi: Daniel Constantin (PC)
- Minister spraw zagranicznych: Titus Corlățean (PSD)
- Minister spraw wewnętrznych: Radu Stroe (PNL, do stycznia 2014)
- Minister obrony narodowej: Mircea Dușa (PSD)
- Minister sprawiedliwości: Mona Pivniceru (bezp., do marca 2013), Robert Cazanciuc (bezp., od kwietnia 2013)
- Minister środowiska i zmian klimatycznych: Rovana Plumb (PSD)
- Minister gospodarki: Varujan Vosganian (PNL, do października 2013), Andrei Gerea (PNL, od października 2013 do lutego 2014)
- Minister ds. społeczeństwa informacyjnego: Dan Nica (PSD)
- Minister zdrowia: Eugen Nicolăescu (PNL)
- Minister edukacji: Remus Pricopie (PSD)
- Minister pracy, rodziny, ochrony socjalnej i osób starszych: Mariana Câmpeanu (PNL)
- Minister ds. funduszy europejskich: Eugen Teodorovici (PSD)
- Minister transportu: Relu Fenechiu (PNL, do lipca 2013), Ramona Mănescu (PNL, od sierpnia 2013)
- Minister kultury: Daniel Barbu (PNL, do grudnia 2013), Gigel Știrbu (PNL, od grudnia 2013)
- Minister młodzieży i sportu: Nicolae Bănicioiu (PSD)
- Minister delegowany ds. budżetu: Liviu Voinea (PSD)
- Minister delegowany ds. gospodarki wodnej, leśnictwa i rybołówstwa: Lucia-Ana Varga (PNL)
- Minister delegowany ds. projektów infrastrukturalnych i inwestycji zagranicznych: Dan Șova (PSD)
- Minister delegowany ds. małej i średniej przedsiębiorczości, biznesu oraz turystyki: Maria Grapini (PC)
- Minister delegowany ds. energii: Constantin Niță (PSD)
- Minister delegowany ds. szkolnictwa wyższego, badań naukowych i rozwoju technologicznego: Mihnea Costoiu (PSD)
- Minister delegowany ds. kontaktów z parlamentem: Mihai Voicu (PNL)
- Minister delegowany ds. diaspory: Cristian David (PNL)
- Minister delegowany ds. dialogu społecznego: Adriana-Doina Pană (PSD)